# 城口东俄芹
城口东俄芹（学名：Tongoloa silaifolia）为伞形科东俄芹属的植物，是中国的特有植物。分布在中国大陆的四川、陕西等地，生长于海拔2,230米至3,350米的地区，见于潮湿的草地，目前尚未由人工引种栽培。